# Jan van Münsterberg
Jan van Münsterberg (circa 1380 - 27 december 1428) was van 1410 tot 1428 hertog van Münsterberg, van 1410 tot 1420 met zijn broer Hendrik II als mederegent. Hij behoorde tot de Silezische tak van het huis Piasten.

## Levensloop
Jan was de oudste zoon van hertog Bolko III van Münsterberg en diens echtgenote Euphemia, dochter van hertog Bolesław van Bytom. In 1411 huwde hij met Elisabeth Lackfi (overleden in 1424), weduwe van de machtige Poolse magnaat Spytek II van Melsztyn. Dit huwelijk bleef echter kinderloos.
Na de dood van zijn vader nam hij samen met zijn broer Hendrik II in 1410 de regering van het hertogdom Münsterberg over. De twee broers bleven samen regeren tot in 1420, toen Hendrik als ridder van de Duitse Orde in Lijfland om het leven kwam. Vanaf dan regeerde Jan alleen over het hertogdom Münsterberg.
Om zich tegen een eventuele inval van de Hussieten te beschermen, sloot Jan in 1424 een alliantie met Puta van Častolowitz, de landeshauptmann van het graafschap Glatz. De volgende jaren ondernamen de hussieten vanuit de heerlijkheid Hummel echter meerdere invallen in het graafschap Glatz en Silezië. Toen de Hussieten in maart 1428 een plunderingstocht door Silezië hielden, vocht Jan aan de zijde van Puta van Častolowitz en redde hij Münsterberg van de verwoesting door een grote geldsom aan de Hussieten te betalen. Vervolgens trok hij samen met Puta en enkele andere vorsten met een leger naar het dorp Altwilmsdorf om de Hussieten aan te vallen, nadat die daar in december 1428 troepen hadden geplaatst om de stad Glatz te kunnen veroveren. Bij de zogenaamde slag bij Altwilmsdorf, die door de Hussieten werd gewonnen, kwam Jan om het leven.
Omdat hij geen nakomelingen had, viel het hertogdom Münsterberg terug aan het koninkrijk Bohemen. Het is niet bekend waar Jan begraven ligt. Wel werd er een gedenkkapel ter ere van hem opgericht op de plek waar hij zou gesneuveld zijn. 